# Pristimantis vertebralis
Espèce
Synonymes
- Hylodes vertebralis Boulenger, 1886
- Eleutherodactylus vertebralis (Boulenger, 1886)

Statut de conservation UICN

 VU B1ab(iii) : Vulnérable
Pristimantis vertebralis est une espèce d'amphibiens de la famille des Craugastoridae.

## Répartition
Cette espèce est endémique du versant Ouest de la cordillère Occidentale en Équateur. Elle se rencontre dans les provinces de Carchi, d'Imbabura, de Pichincha et de Bolívar entre 1 800 et 2 710 m d'altitude.

## Description
L'holotype mesure 38 mm.

## Publication originale
- Boulenger, 1886 : First Report on Additions to the Batrachian Collection in the Natural-History Museum. Proceedings of the Zoological Society of London, vol. 1886, no 3, p. 411-416 (texte intégral).